# Pierre Brun (patinage artistique)
 (signalé en mai 2025).
Si vous disposez d'ouvrages ou d'articles de référence ou si vous connaissez des sites web de qualité traitant du thème abordé ici, merci de compléter l'article en donnant les références utiles à sa vérifiabilité et en les liant à la section « Notes et références ».
- Archive Wikiwix
- Bing
- Cairn
- DuckDuckGo
- E. Universalis
- Gallica
- Google
- G. Books
- G. News
- G. Scholar
- Persée
- Qwant
- (zh) Baidu
- (ru) Yandex
- (wd) trouver des œuvres sur Wikidata

Pour les articles homonymes, voir Brun et Pierre Brun.
Pierre Brun est un danseur sur glace français. Il est double champion de France en 1963 et 1964.

## Biographie

### Carrière sportive
Pierre Brun patine cinq saisons à haut-niveau international avec Armelle Flichy de 1958 à 1963. Ils sont triples vice-champions de France de 1960 à 1962, derrière leurs compatriotes Christiane Elien et Jean-Paul Guhel. Ils deviennent champions de France en 1963 à Boulogne-Billancourt. Ensemble ils représentent la France à quatre championnats européens (1960 à Garmisch-Partenkirchen, 1961 à Berlin-Ouest, 1962 à Genève et 1963 à Budapest) et deux mondiaux (1962 à Prague et 1963 à Cortina d'Ampezzo).
Il patine ensuite une saison avec Ghislaine Bertrand-Houdas. Ils sont champions de France en 1964 à Boulogne-Billancourt, second titre pour Pierre Brun. Ils représentent la France aux championnats européens de 1964 à Grenoble.
Il arrête les compétitions sportives après les championnats européens de 1964.

## Palmarès
Avec 3 partenaires :
- 5 saisons avec Armelle Flichy (1958-1963)
- 1 saison avec Ghislaine Bertrand-Houdas (1963-1964)

| Compétition                                                                                            | 1959 | 1960 | 1961 | 1962 | 1963 |  | 1964 |
| Championnats du monde                                                                                  |      |      | CA   | 14e  | 12e  |  |      |
| Championnats d’Europe                                                                                  |      | 8e   | 9e   | 10e  | 10e  |  | 12e  |
| Championnats de France                                                                                 | 3e   | 2e   | 2e   | 2e   | 1er  |  | 1er  |
| Légende : CA = Championnats du monde 1961 annulés à cause de la catastrophe aérienne du vol 548 Sabena |      |      |      |      |      |  |      |